# Live from Mars
Albums de Ben Harper & the Innocent Criminals
Burn to Shine
(1999) Diamonds on the Inside
(2003)
Live from Mars est un album live en 2 CD de Ben Harper & the Innocent Criminals issu de prises faites durant la tournée en 2000 et sorti en 2001. Le premier CD est électrique alors que le second est plutôt acoustique.

## Liste des titres
Toutes les chansons ont été écrites par Ben Harper sauf mentions contraires.

### Disque 1
1. Glory and Consequence - 6:01
2. Excuse Me Mr. (Ben Harper, J.P. Plunier) - 4:55
3. Alone - 5:01
4. Sexual Healing (Marvin Gaye, Odell Brown, David Ritz) - 5:14
5. Woman in You - 8:01
6. Ground on Down - 5:40
7. Steal My Kisses - 5:16
8. Burn One Down - 4:54
9. Mama's Got a Girlfriend - 2:54
10. Welcome to the Cruel World - 5:53
11. Forgiven - 9:27
12. Faded / Whole Lotta Love (Ben Harper / Jimmy Page, Robert Plant, John Bonham, John Paul Jones, Willie Dixon) - 10:45

### Disque 2
1. Waiting on an Angel - 4:29
2. Roses from My Friends - 5:37
3. Power of the Gospel - 6:49
4. Pleasure and Pain - 4:29
5. Please Bleed - 4:57
6. The Drugs Don't Work (Richard Ashcroft) - 4:36
7. In the Lord's Arms - 3:15
8. Not Fire, Not Ice - 3:45
9. Beloved One -3:48
10. Number Three - 2:31
11. Walk Away - 4:35
12. Another Lonely Day - 4:48
13. Like a King / I'll Rise (Ben Harper / Maya Angelou, Ben Harper) - 10:02

## Musiciens
- Ben Harper: chant, guitare électrique, acoustique et slide
- Juan Nelson: basse, chœurs
- Dean Butterworth: batterie, chœurs
- David Leach: percussions
- Nick Rich & Rahzel: human beatbox

## Charts & certifications
| Pays             | Durée du classement | Meilleur classement |
| ---------------- | ------------------- | ------------------- |
| Australie        | 47 semaines         | 2e                  |
| Belgique (W)     | 5 semaines          | 19e                 |
| États-Unis       | 9 semaines          | 70e                 |
| France           | 35 semaines         | 3e                  |
| Italie           | 6 semaines          | 12e                 |
| Nouvelle-Zélande | 12 semaines         | 3e                  |
| Suisse           | 15 semaines         | 29e                 |

| Pays             | Certification | Ventes    | Date       |
| ---------------- | ------------- | --------- | ---------- |
| Australie        | 2 × Platine   | 140 000 + | 2003       |
| États-Unis       | Or            | 500 000 + | 29/01/2004 |
| France           | Or            | 100 000 + | 2001       |
| Nouvelle-Zélande | Or            | 7 500 +   | 06/05/2001 |